# Andreas Maurer

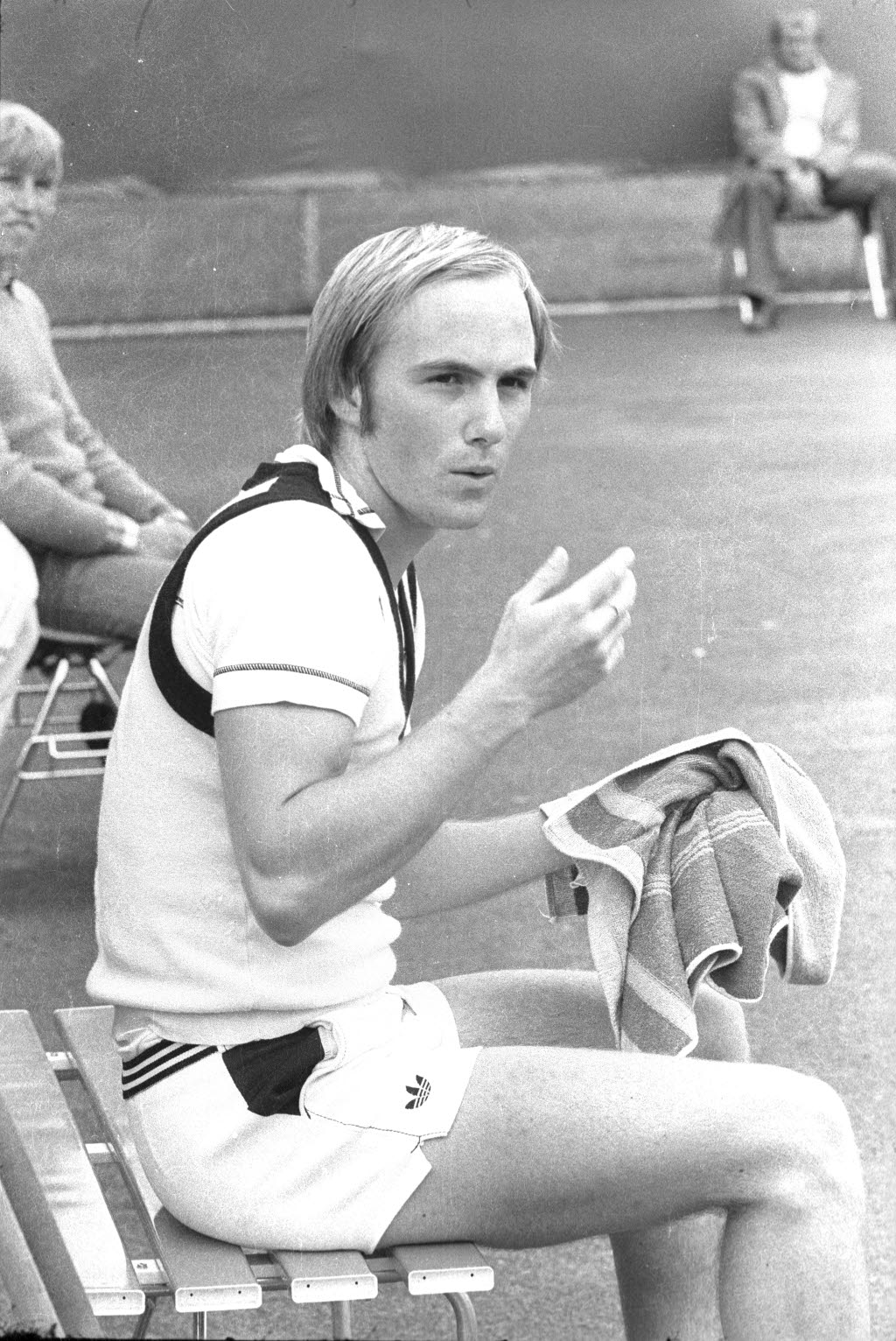
Andreas Maurer (1977)

Andreas Maurer (n, 8 de marzo de 1958) es un jugador alemán de tenis. En su carrera conquistó un torneo ATP de individuales y 2 torneos ATP de dobles. Su mejor posición en la clasificación de individuales fue el nº24 en mayo de 1986. En 1985 llegó a la cuarta ronda de Wimbledon.